# Narciarstwo wodne na Igrzyskach Panamerykańskich 2011
Narciarstwo wodne na Igrzyskach Panamerykańskich 2011 odbywało się w dniach 20–23 października 2011 roku w Pista Boca Laguna de Esquí Acuático w Chapala. Trzydziestu ośmiu zawodników obojga płci rywalizowało łącznie w dziewięciu konkurencjach.

## Podsumowanie

### Klasyfikacja medalowa
| Klasyfikacja medalowa | Klasyfikacja medalowa | Klasyfikacja medalowa | Klasyfikacja medalowa | Klasyfikacja medalowa | Klasyfikacja medalowa |
| Miejsce               | państwo               | Złoto                 | Srebro                | Brąz                  | Razem                 |
| --------------------- | --------------------- | --------------------- | --------------------- | --------------------- | --------------------- |
| 1                     | Stany Zjednoczone     | 6                     | 0                     | 1                     | 7                     |
| 2                     | Argentyna             | 2                     | 0                     | 1                     | 3                     |
| 3                     | Kanada                | 1                     | 5                     | 3                     | 9                     |
| 4                     | Chile                 | 0                     | 2                     | 3                     | 5                     |
| 5                     | Brazylia              | 0                     | 1                     | 0                     | 1                     |
| =                     | Kolumbia              | 0                     | 1                     | 0                     | 1                     |
| 7                     | Meksyk                | 0                     | 0                     | 1                     | 1                     |
| Razem                 | Razem                 | 9                     | 9                     | 9                     | 27                    |

### Medaliści
| Triki     | Javier Julio         | Jason McClintock   | Felipe Miranda  |
| Slalom    | Jonathan Travers     | Jason McClintock   | Carlos Lamadrid |
| Skoki     | Frederick Krueger IV | Rodrigo Miranda    | Felipe Miranda  |
| Wielobój  | Javier Julio         | Felipe Miranda     | Rodrigo Miranda |
| Wakeboard | Andrew Adkison       | Marcelo Giardi     | Alejo de Palma  |
| Kobiety   |                      |                    |                 |
| Triki     | Whitney McClintock   | Maria Linares      | Regina Jaquess  |
| Slalom    | Regina Jaquess       | Whitney McClintock | Karen Stevens   |
| Skoki     | Regina Jaquess       | Whitney McClintock | Karen Stevens   |
| Wielobój  | Regina Jaquess       | Whitney McClintock | Karen Stevens   |